# Ahmed Snoussi
Pour les articles homonymes, voir Famille Snoussi.
Ahmed Snoussi, né le 5 novembre 1946 au Sers et mort le 20 novembre 2015, est un acteur et dramaturge tunisien.

## Biographie
Figure de la scène théâtrale, cinématographique et télévisuelle tunisienne, il commence sa carrière en 1967.
Il laisse une soixantaine de productions théâtrales dont des reprises de William Shakespeare, Sophocle, Molière et Federico García Lorca, mais aussi Caligula avec Aly Ben Ayed (1965).
Il meurt le 20 novembre 2015,.

## Filmographie

### Cinéma
- 1973 : Sejnane d'Abdellatif Ben Ammar
- 1977 : Soleil des hyènes de Ridha Béhi : Tahar
- 1978 : Ali au pays des mirages d'Ahmed Rachedi : Ahmed
- 1982 : La Ballade de Mamelouk d'Abdelhafidh Bouassida : Ahmed
- 1983 :
  - Le Grand Carnaval d'Alexandre Arcady : Mokhtar
  - Le Traité de paix d'Hervé Bromberger : Idris
- 1990 : Cœur nomade de Fitouri Belhiba et Jean-Pierre Louds : Fateh
- 2002 : Le Chant de la noria d'Abdellatif Ben Ammar
- 2004 :
  - Le Prince de Mohamed Zran : Raouf
  - Le Train de Salma Baccar et Koutaiba Al Janabi (en) : Raouf
- 2004 : Signe d'appartenance de Kamel Cherif
- 2007 :
  - Fooska de Samy El Haj : CM
  - Un si beau voyage de Khaled Ghorbal : Hechmi
- 2012 : Le Professeur (ar) de Mahmoud Ben Mahmoud

### Télévision

#### Séries
- 1992 : El Douar (ar) d'Abdelkader Jerbi : Ibrahim
- 1993 : El Asfa d'Abdelkader Jerbi et Ahmed Ameur Tounsi : Habib
- 1995 : Faj Raml de Mohamed Ghodhbane et Hussein Mahnouch
- 1996-1997 : El Khottab Al Bab de Slaheddine Essid, Moncef Beldi et Ali Louati : Si Othman
- 1999 : Ghalia de Moncef Kateb et Jamel Eddine Khelif : Mnaouer
- 2000 :
  - Mnamet Aroussia de Slaheddine Essid et Ali Louati : Salem
  - Ya Zahratan Fi Khayali d'Abdelkader Jerbi, Mustapha Adouani, Adem Fathi et Ridha Gaham
- 2001 : Dhafaer de Salma Baccar, Habib Mselmani, Madih Belaïd, Abdelhakim Alimi et Ridha Gaham
- 2002 : Chams w Dhilal d'Ezzedine Harbaoui et Jamel Chams Eddine
- 2009 : Aqfas Bila Touyour (ar) d'Ezzeddine Harbaoui et Jamel Chamseddine (production de Salma Baccar)

#### Téléfilms
- 1985 : Le Code Rebecca de David Hemmings : détective
- 1990 : Alice au pays des merguez de Bruno Carrière
- 1993 : Leïla née en France de Miguel Courtois : Rachid
- 2002 : Talak Incha de Moncef Dhouib : Rachid

## Radio
- 2013 : Awled Lebled (série) de Mohamed Ismaîl, Slim Ben Hafsa et Yassine Cherif